# オーストラリアビーンズ
オーストラリアビーンズ（学名：Castanospermum australe）は、マメ科カスタノスペルマム属の植物。一属一種。別名でカスタノスペルマム、ジャックトマメノキ（ジャックと豆の木）、グリーンジャックとも呼ばれる。
北東オーストラリア原産の常緑高木であるが、幼木は観葉植物としてよく栽培されている。
栗に似た大きな実が２つに割れて、そこから発芽する。強い日差しを好むため、ガラス越しの直射日光があたる場所に置くと良い。アブラムシやハダニ、カイガラムシなどがつくことがあるので注意する。